# Sir Tor

Blasón de Tor.

Sir Tor es un caballero de la Mesa Redonda, de acuerdo con la leyenda artúrica. Aparece frecuentemente en la literatura artúrica.
En las primeras menciones sobre el caballero, el padre de Tor es el Rey Ars o Aries, pero en el ciclo posterior al Lanzarote-Grial y en la obra de Sir Thomas Malory, La muerte de Arturo, se dice que este hombre es su padre adoptivo mientras que su padre biológico es el Rey Pellinore. En estas versiones, es hermano de Sir Aglovale, Sir Lamorak, Sir Dornar, Sir Percival, y de Dindrane. Él nace cuando Pellinore duerme con su madre casi por la fuerza, y se casó con Aries poco después; aquí Aries no es un rey, sino un pastor. Tor y sus doce hermanastros se convierten en pastores, pero Tor sueña con ser un caballero. Finalmente sus padres lo llevan a la Corte del Rey Arturo, y Arturo convierte al chico en uno de sus primeros caballeros. Más tarde, Merlín revela a Tor su auténtico parentesco, y Pellinore abraza a su hijo.
Sir Tor se distingue a sí mismo durante el festín de la boda del Rey Arturo y Guinevere cuando decide llevar a cabo la búsqueda para recuperar a un lebrel blanco que había entrado en la corte. Siguiendo a Malory, Tor y su hermano Aglovale se encuentran entre los caballeros que cargaron para defender la ejecución de Ginebra; ambos mueren cuando Lancelot y sus hombres rescatan a la Reina.